# 엑스칼리버 (뮤지컬)
뮤지컬 《엑스칼리버》는 색슨족의 침략에 맞서 혼란스러운 고대 영국을 지켜낸 신화 속 영웅 아더왕의 전설을 재해석한 작품으로 2019년 6월 한국에서 초연되었다.

## 줄거리
색슨족의 침략에 맞서 혼란스러운 고대 영국을 지켜낸 신화 속 영웅 아더왕의 전설을 재해석한 작품으로, 평범했던 한 사람이 빛나는 제왕으로 거듭나는 여정을 통해 감동과 카타르시스를 선사할 예정이다.

## 2019년 한국공연
뮤지컬 ‘엑스칼리버’는 2014년 3월 스위스의 세인트 갈렌 극장(Theater St. Gallen)에서 ‘아더-엑스칼리버(Artus-Excalibur)’라는 타이틀로 첫 선을 보이며 개발 중이던 작품을 EMK 측에서 월드 와이드 공연 판권을 확보해 뮤지컬 ‘엑스칼리버’로 변경한 후 대폭 수정하여 한국에서 초연 무대를 갖는다.

### 창작진[3]
- 제작: EMK
- 극작가: 아이반 멘첼
- 작곡: 프랭크 와일드혼
- 작사: 로빈 러너
- 연출: 스티븐 레인

### 출연진
- 아더: 카이, 김준수, 도겸(세븐틴)
- 랜슬럿: 엄기준, 이지훈, 박강현
- 모르가나: 신영숙, 장은아
- 멀린: 김준현, 손준호
- 기네비어: 김소향, 민경아

## 2021년 한국공연
EMK의 제작 노하우를 집약한 세 번째 창작 뮤지컬 ‘엑스칼리버’가 2021년 8월 블루스퀘어 인터파크홀에서 장대한 막을 올린다.
1일 제작사 EMK가 창작 뮤지컬의 새로운 역사를 다시 쓸 ‘엑스칼리버’의 재연 소식을 알리며, 포스터를 공개했다.
포스터 속 드높은 바위산 정상에 홀연히 꽂혀 있는 전설의 검 엑스칼리버는 고독하면서도 신비로운 분위기를 자아낸다. 고대 영국 마법과 전설의 시대이자 샤머니즘의 시대에서 유일신의 시대이자 인간의 시대로 전환되는 어지럽고 혼란스러운 시기, 엑스칼리버를 뽑은 평범한 한 사람이 혼돈을 극복하고 성장해나가는 모습을 담은 작품에 기대를 더한다.
지난 2019년 월드프리미어로 초연된 ‘엑스칼리버’는 아더왕의 전설을 새롭게 재해석해 단 한 순간도 눈을 뗄 수 없는 흥미진진한 스토리라인과 아름다운 넘버로 객석 점유율 92%, 약 12만 명의 관객을 동원하며 흥행을 이끌었다. 
‘엑스칼리버’는 뮤지컬 ‘모차르트!’, ‘몬테크리스토’, ‘엘리자벳’, ‘웃는 남자, ‘마타하리’ 등 수 많은 흥행작을 탄생시킨 엄홍현 총괄 프로듀서를 필두로 뮤지컬 ‘웃는 남자’, ‘지킬앤하이드’, ‘몬테크리스토’, ‘더 라스트 키스’ 등을 작곡한 한국인이 가장 사랑하는 뮤지컬 작곡가 프랭크 와일드혼이 작곡을 맡았다. 또 조지 윌리엄 스타일즈와 갈트 맥더못 등 세계적인 뮤지컬 작곡가와 호흡을 맞추며 그래미상 후보에 올랐던 로빈 러너가 작사가로 참여해 웅장한 멜로디와 아름다운 가사로 탄성을 자아냈다.
고대 왕국을 배경으로 탄생한 전설을 무대 위로 옮긴 작품은 초연 당시 영국 고대 전설에 한국 관객의 정서를 반영해 흥미롭고 드라마틱하게 스토리를 탄생시켰다는 평을 받았으며, 특히, 소년 아더가 성인이 되고, 왕이 되어 가는 과정에서 자기 자신과 싸워가는 이야기를 통해 아더왕의 내면적 갈등에 더욱 공감대를 이끌어냈다는 호평을 받았다. 또한 광활한 무대를 꽉 채우는 아름다운 무대는 제 8회 예그린뮤지컬어워드, 제 4회 한국뮤지컬어워즈에서 각각 무대예술상을 수상하며 그 진가를 인정받았다. 
2019년 월드프리미어 당시 '명작의 탄생'이라는 극찬에 안주하지 않고 끊임없는 수정과 보완 작업을 거쳐 완전히 새로운 옷을 입을 2021년 ‘엑스칼리버’는 뮤지컬 장르에 새로운 패러다임을 제시할 단 하나의 압도적인 명작이 될 것이다. 이에 EMK는 음악부터 대본, 무대 디자인에 이르기까지 대대적인 혁신을 예고해 재연을 향한 기대감을 높인다. 
이번 재연 무대에는 아더의 분신인 ‘엑스칼리버’라는 검을 매개체로 한 인간이 역경을 헤쳐나가며 성장하는 부분에 포커스를 맞춰 한층 명확해진 메시지를 전할 계획이다. 새롭게 연출로 참여하는 권은아 연출가는 최근 뮤지컬 ‘모차르트!’, ‘몬테크리스토’, ‘팬텀’까지 연이어 성공시키며 안정적인 연출력을 펼친바 있다. 그는 오랜 시간 로버트 요한슨 연출과 호흡을 맞춰오며 오른팔 역할을 해오던 실력파이다.
2021년 ‘엑스칼리버’는 작품의 유기적인 서사를 더하기 위해 총 5곡의 아름다운 신곡이 추가될 예정이다. 그 중 새로운 오프닝 곡이자 아더의 솔로곡에 대해 작곡가 프랭크 와일드혼은 “엑스칼리버의 새로운 킬링넘버가 될 것”이라고 밝힌 바 있어 뮤지컬 팬들의 기대가 모이고 있다. 
기네비어 캐릭터가 강렬한 여전사 모습으로 변하는 것도 이번 시즌의 볼거리다. 초연 당시 여장부의 모습으로 객석을 휘어잡았던 1막의 기네비어가 2막에서 순종적이고 수동적인 여성으로 남는 것에 대한 아쉬움을 해소하고자 창작진들은 오랜 논의 끝에 이번 시즌 여주인공 기네비어의 모습을 마지막까지 당당하고 품위 있는 여전사의 모습으로 만들 전망이다. 
초연에 이어 재연에도 참여하는 정승호 무대 디자이너는 '엑스칼리버'가 꽂혀 있는 장소이자, 작품의 시발점이 되는 바위산을 서사의 흐름에 따라 변화하며 공간을 창출해낼 것이다. 수천 년의 세월의 고목들이 무대를 휘감은 듯한 프로시니엄과 마치 살아있는 생명체의 혈류와 같이 뒤틀린 고목들의 맥을 오가는 빛들은 서사의 전개에 따라 다채로운 색상으로 변화하며 시공간이 바뀌는 듯한 색다른 경험을 선사할 예정이다. 더불어, 환상적인 마술 장면을 구현해낼 수 있도록 광섬유와 레이저를 활용하는 등 한층 더 섬세한 무대 디자인으로 마법과 전설의 시대인 고대 영국을 오롯이 옮겨올 계획이다.
안무 역시 ‘몬테크리스토’, ‘벤허’ 등에서 활약한 문성우 안무가가 참여한다. 역동적이면서도 서사를 담아낸 안무로 인정받은 문성우 안무가는 2021년 ‘엑스칼리버’에 아크로바틱을 도입해 동물적이고 본능적인 움직임으로 야성적인 느낌을 가미해 이채로움을 더할 예정이다. 
초연 당시 거대한 스케일과 흥미진진한 서사로 한국 뮤지컬 제작의 새로운 지평을 연 뮤지컬 ‘엑스칼리버’는 이번 재연을 맞아 대대적인 혁신과 신기술들을 도입해 블록버스터 수작을 탄생시킬 것으로 초미의 관심이 집중된다.

### 제작진
- 제작: EMK
- 작곡: 프랭크 와일드혼
- 작사: 로빈 러너

### 출연진
- 아더: 카이, 김준수, 도겸(세븐틴), 서은광
- 랜슬럿: 이지훈, 에녹, 강태을
- 모르가나: 신영숙, 장은아
- 멀린:  손준호. 민영기
- 기네비어: 최서연, 이봄소리